# Miriam McDonald
Miriam McDonald (* 26. Juli 1987 in Oakville, Ontario) ist eine kanadische Filmschauspielerin.

## Leben
Miriam McDonald ist seit Ende der 1990er Jahre als Schauspielerin für Film und Fernsehen tätig. Ab 2001 wurde sie mit der Figur Emma Nelson in der Serie Degrassi: The Next Generation bekannt. Sie wurde hierfür 2020 gemeinsam mit ihren Kollegen bei den Young Artist Awards als Bestes Ensemble ausgezeichnet. Es folgten vier weitere Nominierungen. Ihr Schaffen umfasst zwei Dutzend Produktionen.

## Filmografie (Auswahl)
- 2001–2003: Pecola (Fernsehserie, 15 Folgen, Stimme)
- 2001–2010: Degrassi: The Next Generation (Fernsehserie, 125 Folgen)
- 2004: She’s Too Young (Fernsehfilm)
- 2004: Blue Murder (Fernsehserie, Folge 4x05 Boarders)
- 2005–2008: Degrassi: Minis (Fernsehserie, 17 Folgen)
- 2007: The Poet
- 2008: Sea Beast – Das Ungeheuer aus der Tiefe (Troglodyte, Fernsehfilm)
- 2008: Poison Ivy – The Secret Society (Fernsehfilm)
- 2009: Devil’s Diary – Schreib hinein, es wird so sein (Devil’s Diary, Fernsehfilm)
- 2009: Degrassi Goes Hollywood (Fernsehfilm)
- 2010: The Rest of My Life (Fernsehfilm)
- 2012: XIII – Die Verschwörung (Fernsehserie, Folge 2x06 Gauntlet)
- 2013: Lost Girl (Fernsehserie, 2 Folgen)
- 2013: Orphan Black  (Fernsehserie, Folge 1x05 Conditions of Existence)
- 2014: Wolves
- 2018: A Veteran’s Christmas (Fernsehfilm)
- 2020: Letters to Satan Claus (Fernsehfilm)